# Tirà riberenc
El tirà riberenc (Knipolegus orenocensis) és un ocell de la família dels tirànids (Tyrannidae).

## Hàbitat i distribució
Habita espesures prop de l'aigua a la llarga dels rius Orinoco i Amazones i alguns tributaris, localment a les terres baixes de l'est de Colòmbia i centre de Veneçuela, nord-est del Perú i Brasil amazònic.

## Taxonomia
Alguns autors tracten la població del Perú i l'Equador dom una espècie de ple dret:
- Knipolegus sclateri Hellmayr, 1906 - tirà de Sclater.[3]